# Manuale dell'architetto
Il Manuale dell'architetto è un testo pubblicato in Italia dal CNR nel 1946. Come altre opere analoghe era pensato per l'utilizzo pratico da parte di professionisti e studi di architettura. Contiene numerosissime informazioni su argomenti quali gli elementi costruttivi, la gestione economica dei cantieri, la loro sicurezza, i diversi stili architettonici, il tutto corredato da tavole grafiche e numeriche. Si tratta del più conosciuto tra i testi di questo tipo usciti in Italia.

## Storia
Quello coordinato da Ridolfi non fu il primo manuale dell'architetto uscito in Italia. Nel 1830 ad esempio venne pubblicato a cura di Antonio Ascona il Manuale dell'architetto, dell'ingegnere e del capomastro, criticato da alcuni contemporanei perché impreciso e eccessivamente dipendente da analoghe opere straniere.  Un altro Manuale dell'architetto venne curato Daniele Donghi per UTET e uscì nel 1925; organizzato per schede a loro volta ripartite in numerosi volumi era considerato piuttosto farraginoso da vari utilizzatori.
Prima della disponibilità a basso costo di connessioni ad Internet e di supporti digitali ad alta capacità come i CD il possesso di un adeguato manuale era un requisito quasi indispensabile per ogni studio di architettura. Il prezzo di questi manuali era però elevato - nel 1962 ad esempio il manuale dell'architetto di Ridolfi valeva circa 18.000 lire, cioè circa 1/3 dello stipendio di un professore - così che spesso venivano comperati a rate dai giovani professionisti.
Il manuale dell'architetto del CNR nacque da un accordo stipulato nel 1945 tra Gustavo Colonnetti, in rappresentanza del CNR italiano, e James Linen dell'USIS (United States Information Service), secondo il quale il CNR avrebbe sostenuto gli oneri della compilazione dei testi e delle tavole illustrative dell'opera mentre l'USIS avrebbe fornito le risorse economiche per la stampa di una prima tiratura di 25 000 copie e per la loro distribuzione gratuita agli architetti che ne avessero fatto domanda. Alla sua stesura collaborarono, oltre allo stesso Colonnetti, anche importanti professionisti italiani del periodo come Mario Ridolfi (che ne coordinò la pubblicazione), Bruno Zevi e Pier Luigi Nervi. La sezione urbanistica fu scritta da Luigi Piccinato. La sua impostazione, pur risentendo in modo abbastanza rilevante del modello statunitense, venne adattata in modo efficace alla realtà edilizia italiana e alle tecnologie che vi venivano effettivamente impiegate in quegli anni, così che il manuale venne utilizzato in modo massiccio nel paese, in particolare nel periodo della ricostruzione post-bellica. Varie altre edizioni seguirono a quella del testo edito dal CNR nel 1946, alcune delle quali edite da altri soggetti.
Bruno Zevi curò per l'editore Mancosu di Roma un Nuovo manuale dell'architetto, pubblicato nel 1997. Sempre per Mancosu suo figlio Luca Zevi pubblicò nel 2003 il Nuovissimo manuale dell'architetto.

## Edizioni
- Manuale dell'architetto, C.N.R. - U.S.I.S., 1946.
- Manuale dell'architetto, Consiglio nazionale delle ricerche, Sapere2000, 1986, ISBN 8876730761.